# 41 Большой Медведицы
41 Большой Медведицы (лат. 41 Ursae Majoris), HD 93132 — одиночная звезда в созвездии Большой Медведицы на расстоянии приблизительно 723 световых лет (около 222 парсеков) от Солнца. Видимая звёздная величина звезды — +6,34m.

## Характеристики
41 Большой Медведицы — красный гигант спектрального класса Ma или M1III. Радиус — около 26,02 солнечных, светимость — около 387,06 солнечных. Эффективная температура — около 3871 К.